# Realitatea Sportivă
Realitatea Sportivă HD este un canal sportiv care difuzează atât știri din sport, cât și alte lucruri și subiecte importante din lumea sportului, fiind deținut de firma PHG Media Invest SRL. Coordonatorul atât acestei televiziuni, dar și a televiziunii soră, Realitatea Star, este Anamaria Prodan. Atât canalul Realitatea Sportivă, cât și canalul Realitatea Star, s-au lansat la 1 decembrie 2021 în mediul online. De asemenea, ambele canale emit în formatul HD.
Din data de 20 decembrie 2021, televiziunea Realitatea Sportivă se află în grila operatorului RCS & RDS. Din 8 martie 2022, Realitatea Sportivă a intrat și în grila operatorului Orange România. La reorganizarea grilei RCS & RDS, Realitatea Sportivă, împreună cu Realitatea Star, au fost scoase din grilă din motive necunoscute.

## Emisiuni
- Cam dimineață (2021-prezent)
- Unu' la 1 (2022 - prezent)
- Râzi cu lacrimi! (2022 - prezent)
- Top interviuri (2022 - prezent)
- Templul sportului (2022 - prezent)
- Atenție, motoare! (2022 - prezent)
- Sport monden (2022 - prezent)

## Competiții sportive
Snooker
- Liga Națională de Snooker